# 軌跡 (近藤真彦の曲)
「軌跡」（きせき）は、近藤真彦の53作目のシングル。
2017年12月3日に発売された。発売元はソニー・ミュージックレコーズ。

## 概要
前作から約2年振りのシングル。初回限定仕様は三方背BOXパッケージ。
ジャケット写真は、近藤のデビュー曲「スニーカーぶる～す」のピンナップと同じく、スーツの蝶ネクタイを外し、ワイシャツのボタンを首元から少し下まで開襟したコーディネートで、長い石畳の階段の途中でポーズをしている。
ジャニーズ事務所在籍時の近藤の最後のシングルである。

## 収録曲
1. 軌跡
作詞：松井五郎／作曲：Felix Persson、 Marta Grauers、 Vincent Degiorgio
2. お座敷小唄2017
作詞：不詳／作曲：陸奥明
3. 軌跡-instrumental-
4. お座敷小唄2017-instrumental-